# 스트라이크아웃 낫아웃
스트라이크아웃 낫아웃(한국어식 영어: strikeout not out) 또는 간단히 낫아웃(not out)은 삼진의 종류 중 하나로, 삼진에서도 유일하게 출루가 가능한 삼진이다.

## 낫아웃의 기원
삼진이 나중에 만들어진 제도다. 1845년에 제정된 니커보커스 규칙에 따르면 야구 초기에 타자들은 볼을 칠 수 있는 기회가 세 번밖에 없었다. 스트라이크가 세 개 들어오기 전에 타자들은 반드시 공을 때려야 했다. 세 번째 스트라이크를 치지 않으면 자동으로 타자가 "페어 볼"을 때린 것으로 간주했다. 세 번째 스트라이크가 선언되면 타자는 무조건 1루를 향해 내달렸다.
당시에는 장비도 지금처럼 발달하지 않았을뿐더러 포수의 위치가 지금보다 훨씬 뒤였으므로 낫아웃 상태에서 살아나갈 확률도 그만큼 높았지만 시간이 지날수록 포수가 타자와 가까운 위치에서 포구하게 되었고 포수의 기술이 발전하면서 3스트라이크 이후 1루에 살아나갈 확률이 거의 없어졌다. 그래서 세 번째 스트라이크가 곧바로 포수에게 잡히면 타자는 자동으로 아웃된다는 규칙이 생기게 됐다. 삼진이 시작된 것이다.

## 낫아웃의 시작
낫아웃은 2스트라이크 이후에 추가로 스트라이크 판정을 받았으나 포수가 이 공을 놓칠 경우(잡기 전에 그라운드에 닿은 경우도 포함)를 가리키며, 이때 타자는 아직 아웃 당하지 않은 상태가 되어 1루로 뛸 수 있다. 낫아웃은 타자가 스윙을 하건 안 하건 상관없다.

## 낫아웃이 허용되는 때
주자가 1루에 없을 때 낫아웃이 성립된다. 2사(투 아웃)일 때는 1루 주자 유무에 관계없이 낫아웃이 성립된다.

### 주자가 1루에 있을 때 낫아웃이 성립하지 않는 이유
만약 낫아웃이 무사 또는 1사에 1루 주자가 있을 경우에도 허용된다면 이 계기로 병살을 노릴 것이기 때문에 주자가 1루에 있을 때엔 낫아웃을 적용하지 않는다. 주자가 1루에 있을 경우 내야 플라이성 타구를 고의낙구하여 병살을 노리는 것을 막기 위한 인필드 플라이 선언과 비슷한 이유라 할 수 있다.
그러나 투아웃 일때는 주자가 1루에 있더라도 낫아웃이 성립된다. 병살이 안되기 때문이다.

## 낫아웃의 결과
땅볼 플레이와 마찬가지로 타자가 1루에 공보다 먼저 도착하면 세이프이고, 공보다 늦게 도착하거나 타자가 1루로 들어가기 전에 태그당하면 아웃이다.
2010년부터 프로야구 개정규칙에 의해 타자가 낫아웃 상황에서 홈베이스 주변의 흙을 벗어나게 되면 타자의 진루포기로 간주하여 아웃으로 선언 된다. 기존 2009년까지는 타자가 덕아웃으로 들어가는 행위를 진루포기로 보았지만 2010년 개정 촉진룰에 의해 홈베이스 주변의 흙판을 벗어나기만 해도 진루포기로 간주 하는 것이다.
1997년 한국프로야구에 있었던 실제 사례로 1997년 8월 23일 쌍방울 레이더스 대 삼성 라이온즈의 경기에서 삼성이 이 낫아웃과 관련하여 본헤드 플레이를 저지르는 바람에 역전패를 당한 사례가 있다. 쌍방울이 1:4로 뒤지고 있던 9회초 2사 1, 2루 상황에서 대타로 들어온 장재중 타자가 2스트라이크 1볼 때 헛스윙을 하면서 삼진이 선언되자 그 자리에 있던 김영진 포수가 원바운드로 포구하였음을 미처 인지하지 못하고 아웃으로 착각하여 공을 관중석 쪽으로 던졌고 장재중 역시 아웃으로 판단하고 덕아웃으로 들어가려 하자 주루코치와 동료 선수들이 황급히 1루로 출루하라고 외쳤고 심판이 경기 종료 선언 후 당시 쌍방울 감독이었던 김성근 감독이 심판진에 항의하여 심판진이 오심을 인정하고 경기를 재개시킨 사례가 있다. 당시에는 덕아웃으로 들어가야만 진루포기 아웃이 선언되었기 때문에 가능한 일이었지만 만약 이 사례가 현재 다시 일어나게 된다면 홈베이스 주변의 흙판을 벗어난 시점에서 진루포기 아웃이 된다.
2019년 6월 12일에는 롯데 자이언츠와 LG 트윈스의 10회말 2스트라이크 2아웃 1,3루 주자가 나가는 있는 상황이었다. 이 때에 스트라이크 하나만 잡으면 11회로 갈 수 있는 기회이었으나, 오지환이 그 공을 분명히 헛스윙했으나 롯데 포수가 그 공을 놓치는 바람에 오지환이 얼른 1루로 뛰었고, 3루 주자는 홈으로 뛰었다. 하지만 포수가 뒤늦게 찾은 공을 잘못 던지는 바람에 오히려 LG 트윈스가 끝내기 낫아웃으로 이겼다. 
스트라이크 낫아웃으로 끝내기 승리를 한 경우는 KBO 리그에서 2019년 6월 12일에 최초로 나왔다.

## 낫아웃의 표기
타자가 1루에서 세이프든 아웃이든 모두 삼진으로 표기되며, 살아 나가면 추가로 폭투나 패스트볼을 부기한다.  낫아웃도 엄연한 삼진이기 때문에 한 이닝에 4명의 삼진도 가능하다.  미국 메이저 리그에서는 지금까지 54회의 1이닝 4삼진이 있었다. 그러나 1이닝 5삼진은 마이너리그에서만 세 번 발생하였다.
낫아웃 삼진을 기록지에 표기할 때는 K를 좌우로 뒤집어서 표기한다.